# Vicky Vette
Vicky Vette (Stavanger; 12 de junio de 1965) es una actriz pornográfica y modelo de glamour noruega.

## Biografía
Nacida en Noruega, a la edad de 6 años, emigró con sus padres a Canadá.
Ella trabajó como secretaria durante varios años, llegando en la dirección de alto nivel antes de dejar su cargo como gestora de personal con su marido. Después de unos años en los que tuvo éxito con su negocio, Vicky decidió intentar trabajar como modelo. Con el apoyo de su marido, ella empezó siendo modelo erótica y pronto pasó al porno apareciendo en filmes y en revistas para adultos.
En tan solo un año trabajó para diversas empresas porno como Vivid y VCA. También ha aparecido en unas 20 revistas del prestigio de Hustler, Busty Beauties (en portada y artículo principal), Leg Sex, Gent, High Society y Cherri. En 2003, con 38 años, fue la modelo de mayor edad en ganar el "Beaver Hunt" de la revista Hustler. En la película Screw My Wife Please 36: She Can't Get Enough! aparece acreditada como Mrs. V. Vail. Ha trabajado junto a actrices como Autumn Haze.
Vicky vive en Atlanta, Georgia y tiene un apartamento en Beverly Hills, en las afueras de la ciudad de Los Ángeles, California.

## Trayectoria cinematográfica
Vette es un caso raro en la industria porno, porque comenzó su carrera a una edad muy tardía, 38 años, cuando la mayoría de las actrices debutan con menos de 25. Ella ganó en "Hustler" la competición de sumisión de foto mensual aficionada de la revista (llamado "la Caza de Castor") en mayo de 2003, llegando a ser la mujer de mayor edad en conseguirlo. Posteriormente posó en dos ocasiones para la misma revista; diciembre de 2003 y julio de 2004.
Entonces llegó el contrato con LA Direct Models, después de la inclusión de algunos cuadros finos de arte desnudos en su carrera.
El estreno de vídeo de Vicky Vette fue en internet, en el sitio web MILF Hunter de Realitykings en otoño de 2003, donde ella usó el nombre "Vickie" en la película Freshly Fucked Look. El vídeo, de 38 minutos, ella aparecía vestida con un bikini de hilo en un hotel, y quizás fue la primera vez en la historia de MILF Hunter en la que habían dado con una verdadera MILF, porque Vicky era una mujer que tenía 38 años en ese momento.
Al ver el vídeo de MILF Hunter, el sitio web rival, MILF Seeker, la contrató y dos semanas más tarde realizó tres vídeos de 30 minutos de duración cada uno.
Su primer vídeo (no exclusivo de Internet) fue una escena dirigida por Joey Silvera en el film Evil Vault, donde ella apareció en una DP con Dick Deleware y Alex Roxx.

## El suicidio de su marido

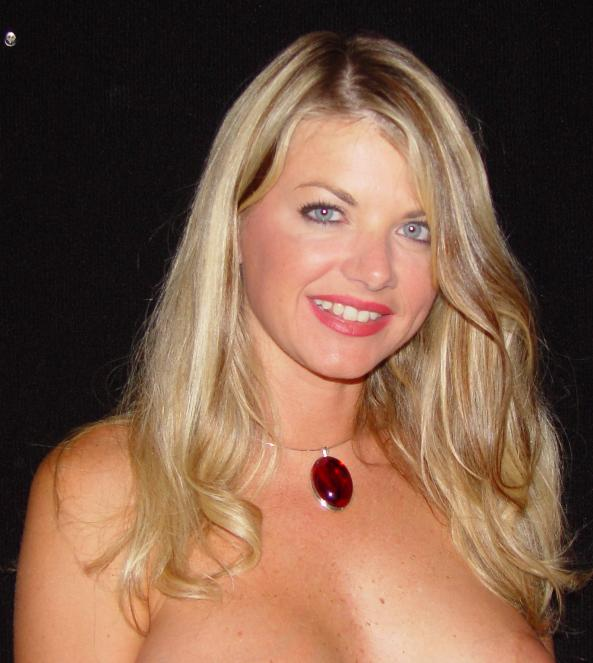
Vicky Vette en 2003.

El 30 de enero de 2006, el cuerpo de su esposo, Frank, fue encontrado en el apartamento por un amigo de ambos. Su muerte fue declarada de manera oficial como un suicidio, aunque se dieron a conocer pocos detalles.
Una carta recibida por el sitio web de AVN, que presuntamente fue enviada por Frank, dice: "Vicky Vette es miembro de la organización de la supremacía blanca y por ello su negativa para realizar escenas interraciales". Esto fue negado inmediatamente por un portavoz de la actriz.
En una entrevista reciente con KSEX en Los Ángeles, Vicky relató que fue maltratada físicamente y en repetidas ocasiones durante su matrimonio. Razón por la cual fue que ella se separó. Fue entonces y una vez separados, Frank se suicidó por sobredosis de cocaína, heroína y otras drogas.
Ella se había separado de Frank tiempo antes de su muerte.

## Galardones
- 2005 AVN Award por la mejor actuación - Metropolis[3]
- 2010 Segundo lugar en Miss FreeOnes.[1]
- 2011 Segundo lugar en Miss FreeOnes.[1]
- 2012 Ganadora de Miss Freeones.[1]